# Joe Keenan
Joe Keenan (Cambridge, 14 de julho de 1958) é um escritor, produtor de televisão e guionista norte-americano.

## Biografia
Keenan foi o editor executivo da série Frasier a partir de 1994, estava a série entrou no seu segundo ano, acabando como produtor executivo, quando a série terminou em 2004. Keenan foi co-autor de vários episódios de Frasier, incluindo o final Goodnight, Seattle.
Em 2006, Keenan juntou-se à equipa da série de televisão Donas de Casa Desesperadas (Desperate Housewives) como escritor e produtor executivo. Apesar de ter tido boas críticas, incluindo a nomeação de um dos episódios, Bang, como o melhor da temporada, Keenan resolveu deixar a série passado um ano.
Adicionalmente, Keenan criou duas séries de humor com o seu colega de produção de Frasier, Christopher Lloyd: Bram and Alice em 2002 e Out of Practice in 2005. Ambas tiveram uma curta duração. Foi ainda co-autor do guião filme Sleep with Me (1994), bem como do filme de animação Flushed Away que recebeu o Annie Award em 2007.
Keenan escreveu três romances: Blue Heaven (1988), Puttin' On the Ritz (1991) e My Lucky Star (2006).